# Dopiewo (gmina)
Pour le village, voir Dopiewo.
Dopiewo est une gmina rurale du powiat de Poznań, Grande-Pologne, dans le centre-ouest de la Pologne. Son siège est le village de Dopiewo, qui se situe environ 17 km à l'ouest de la capitale régionale Poznań.
La gmina couvre une superficie de 108,1 km2 pour une population de 21 000 habitants en 2014.

## Géographie

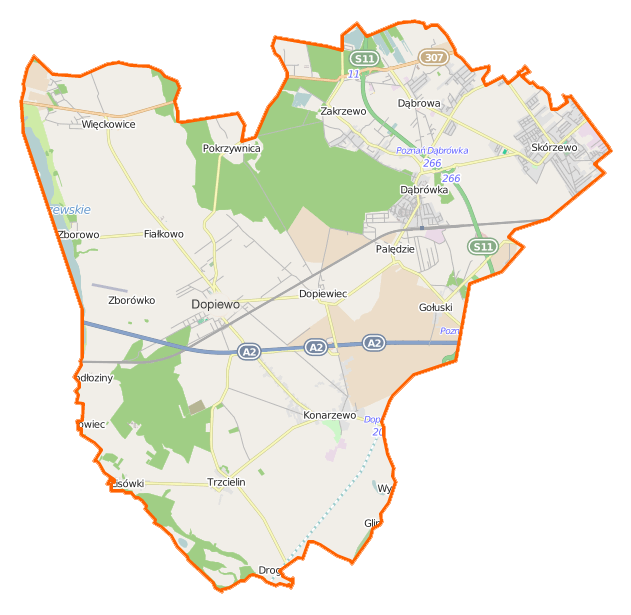
Plan de la gmina.

Outre le village de Dopiewo, la gmina inclut les villages de:
- Dąbrowa
- Dąbrówka
- Dopiewiec
- Gołuski
- Konarzewo
- Palędzie
- Pokrzywnica
- Skórzewo
- Trzcielin
- Więckowice
- Zakrzewo
- Zborowo

### Gminy voisines
La gmina de Dopiewo est bordée des gminy de :
- Buk
- Komorniki
- Stęszew
- Tarnowo Podgórne

## Structure du terrain
D'après les données de 2002, la superficie de la commune de Dopiewo est de 108,1 km², répartis comme tel :
- terres agricoles : 71%
- forêts : 15,9%

La commune représente 5,69% de la superficie du powiat.

## Démographie
Données du 30 juin 2013 :
| Description        | Total  | Total | Femmes | Femmes | Hommes | Hommes |
| ------------------ | ------ | ----- | ------ | ------ | ------ | ------ |
| Unité              | Nombre | %     | Nombre | %      | Nombre | %      |
| population         | 20 974 | 100   | 10 272 | 49     | 10 702 | 51     |
| Densité (hab./km²) | 194    | 194   | 95     | 95     | 99     | 99     |